# 제1대 엑스머스 자작 에드워드 펠류

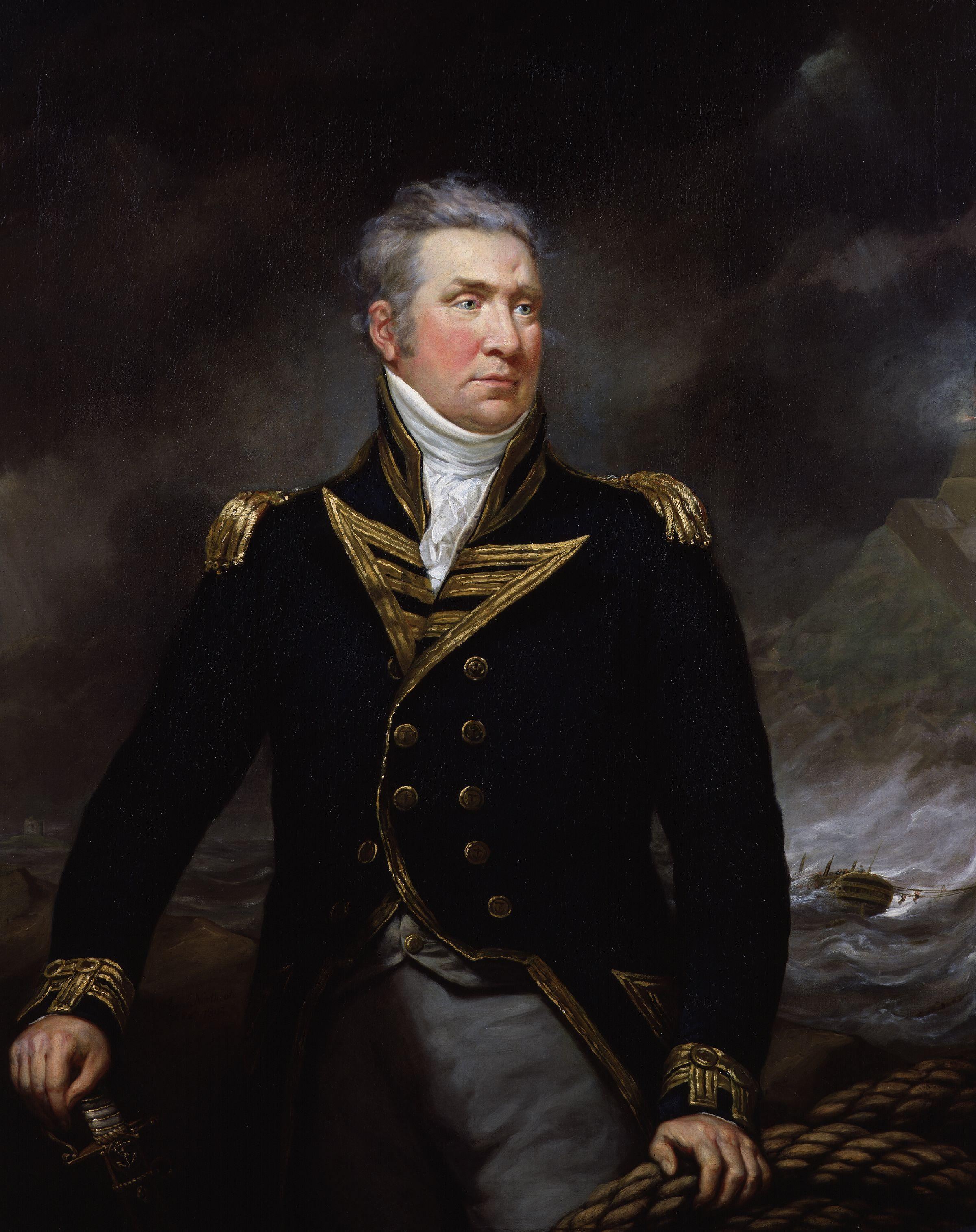
엑스머스 자작

제독 제1대 엑스머스 자작 에드워드 펠류(Edward Pellew, 1st Viscount Exmouth, GCB)는 영국의 해군 장교이다. 미국 독립 전쟁, 프랑스 혁명 전쟁, 나폴레옹 전쟁 등에 참전하였다.
| 전임 창설 | 영국의 엑스머스 자작 1816년 - 1833년 | 후임 파우놀 펠류 |

| 전임 창설 | 영국의 엑스머스 남작 1814년 - 1833년 | 후임 파우놀 펠류 |

| 전임 창설 | 그레이트브리튼의 준남작(트레베리) 1796년 - 1833년 | 후임 파우놀 펠류 |